# 月桂节 (雷顿)
《月桂节》（The Daphnephoria）是英国画家弗雷德里克·雷顿的一幅油画，1876年首次展出。现藏于利物浦利弗夫人美術館。
月桂节是在希腊的底比斯，为崇敬阿波罗而举行的胜利游行，每九年举行一次。人们手持月桂树枝，代表阿波罗的荣耀，也是为了纪念底比斯人战胜埃奥利人。
在1876年的皇家艺术研究院画展上，雷顿再次选择了古典主题，《月桂节》，这幅画的构图让艺术评论家和爱好者想起了这位艺术家的早期作品《契马布埃的圣母像巡游佛罗伦萨街头》，以及他的另一幅大型巡游画作《叙拉古新娘》（Syracusan Bride）。。这幅画是为斯图尔特·霍奇森绘制。他为此付了1500英镑，雷顿把他为此题材做的所有研究都赋予其中。 后来这幅画被威廉·海斯科斯·利華子爵收购，1922年又从他的私人收藏，变为利弗夫人美術館的藏品。
画中共有36个人物。

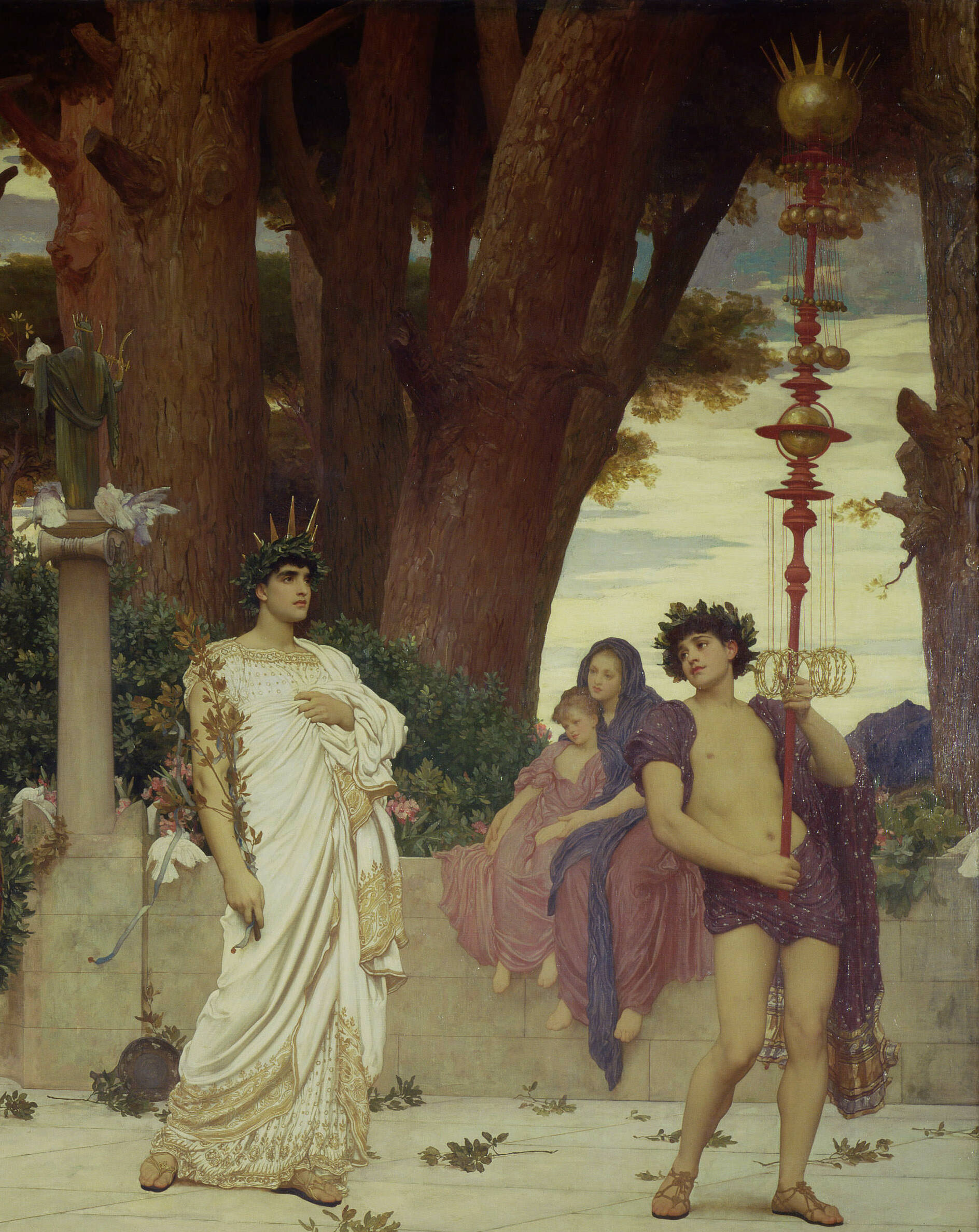
The standard-bearer (right) and the Daphnephoros (left)
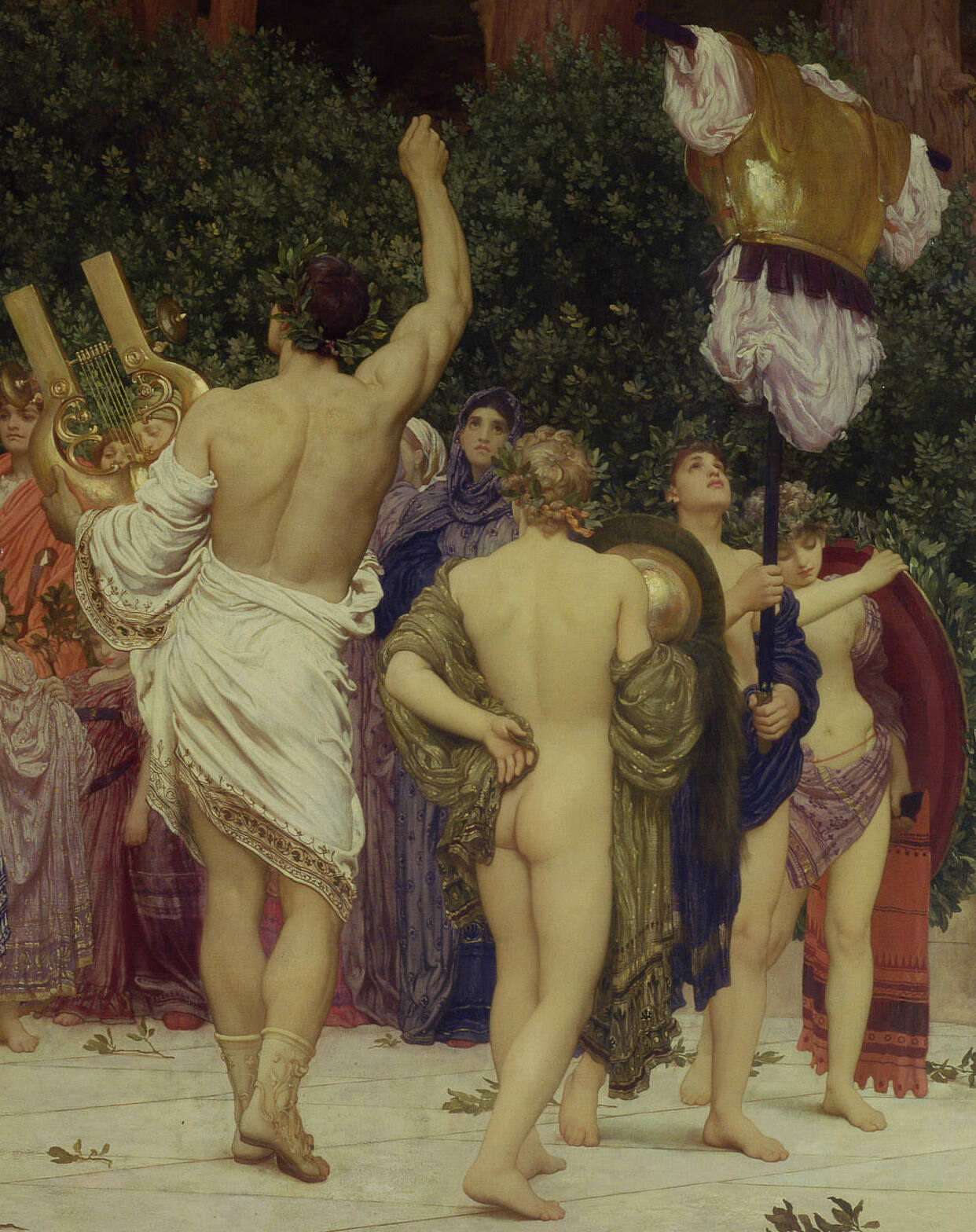
Three youths bearing armour (right) and the Choragos (left)
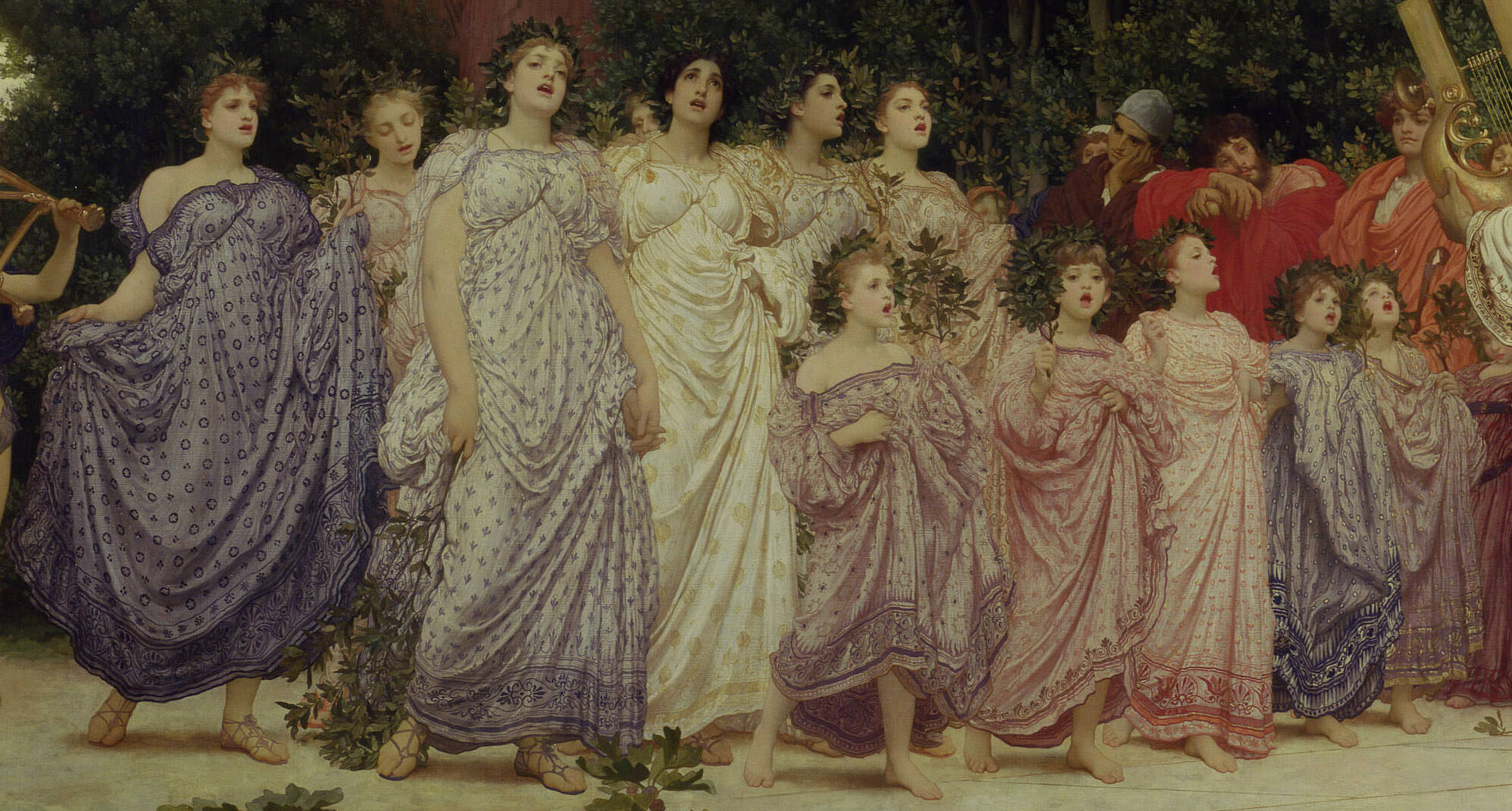
Three rows of maidens (detail)
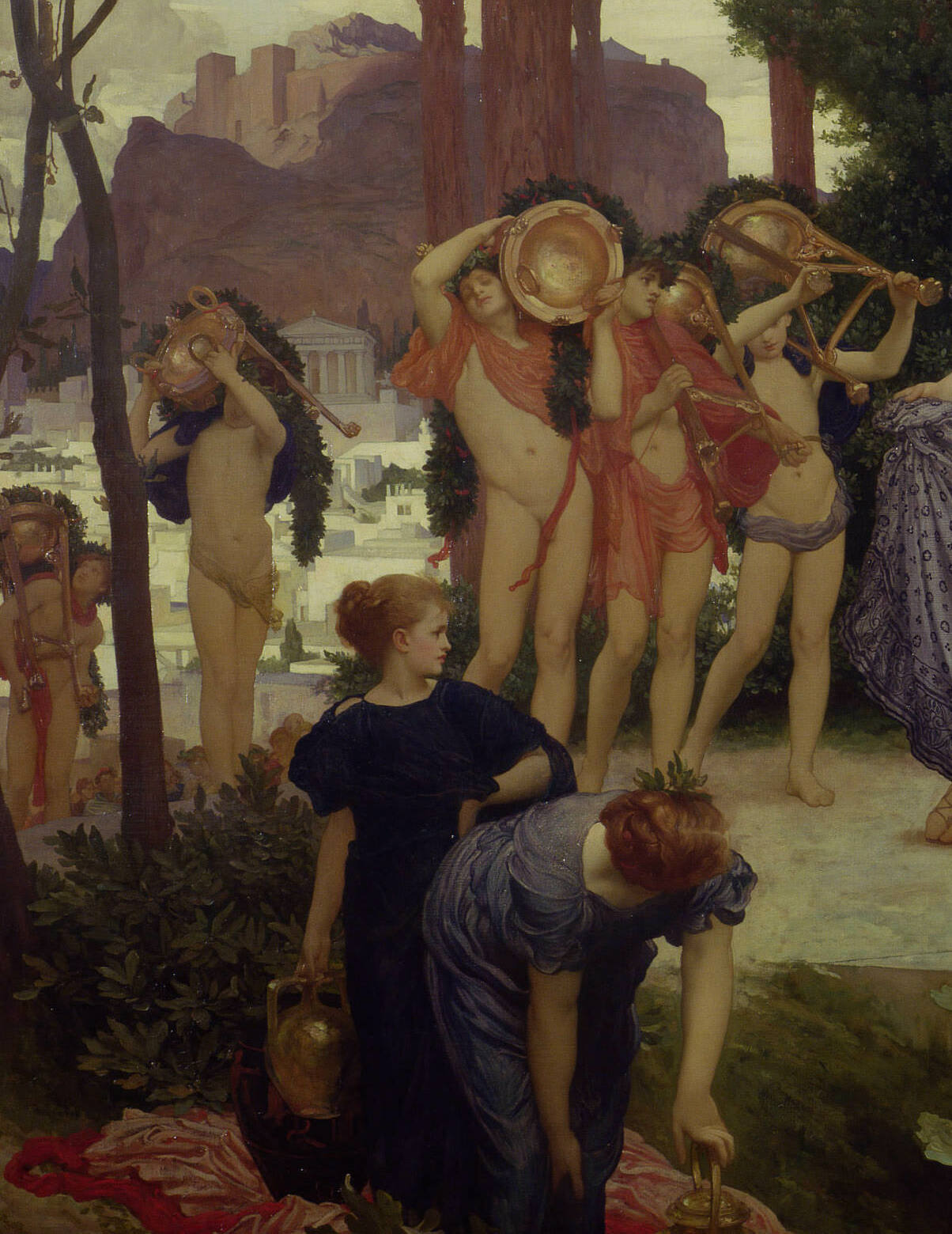
Five boys with tripods (background) and two girls drawing water from a well (foreground)